# Takumi Nagura
Takumi Nagura (名倉 巧 Nagura Takumi?, Tokio, 3 de junio de 1998) es un futbolista japonés que juega como centrocampista en el V-Varen Nagasaki.

## Trayectoria

### Clubes
| Club                    | País  | Año   |
| ----------------------- | ----- | ----- |
| FC Ryukyu               | Japón | 2017  |
| V-Varen Nagasaki        | Japón | 2018- |
| Vegalta Sendai (cedido) | Japón | 2022  |